# 436 (szám)
A 436 (római számmal: CDXXXVI) egy természetes szám.

## A szám a matematikában
A tízes számrendszerbeli 436-os a kettes számrendszerben 110110100, a nyolcas számrendszerben 664, a tizenhatos számrendszerben 1B4 alakban írható fel.
A 436 páros szám, összetett szám, kanonikus alakban a 22 · 1091 szorzattal, normálalakban a 4,36 · 102 szorzattal írható fel. Hat osztója van a természetes számok halmazán, ezek növekvő sorrendben: 1, 2, 4, 109, 218 és 436.
A 436 négyzete 190 096, köbe 82 881 856, négyzetgyöke 20,88061, köbgyöke 7,58279, reciproka 0,0022936. A 436 egység sugarú kör kerülete 2739,46879 egység, területe 597 204,19708 területegység; a 436 egység sugarú gömb térfogata 347 174 706,6 térfogategység.